# Divers droite
Divers droite (DVD) è un'espressione utilizzata dal ministero dell'interno francese per indicare la «tendenza politica» («nuance politique») dichiarata o presunta di un candidato e che designa genericamente i candidati di destra. La dizione ricorre in due diverse ipotesi:
- laddove il candidato ne abbia fatto esplicita menzione in sede di presentazione della candidatura: ciò accade, ad esempio, quando un candidato non intenda presentarsi in rappresentanza di uno specifico partito politico, o non abbia ottenuto il sostegno del proprio partito in occasione di una data tornata elettorale. In tal caso, l'espressione designa al contempo l'«etichetta politica» («étiquette politique») del candidato;

- nelle ipotesi in cui un candidato si sia presentato come «senza etichetta» («sans étiquette»), oppure abbia dichiarato la propria appartenenza ad una formazione che, per la sua minore rilevanza elettorale, debba essere classificata nell'ambito dello spettro politico: in tali casi, la tendenza politica del candidato è ascritta d'ufficio (segnatamente, dal prefetto), mediante una scelta discrezionale.

## Movimenti
In alcuni casi questi deputati erano espressioni di movimenti dei territori d'oltremare, in altri di partiti personalistci.
- Calédonie ensemble
- Tahoeraa huiraatira
- Territoires en mouvement
- Movimento per la Francia
- Debout la France
- Unione per un Movimento Popolare
- Unione per la Democrazia Francese
- Raggruppamento per la Repubblica

## Risultati

### Deputati 2017-2022
Alle elezioni legislative del 2022 sono stati eletti 10 deputati.
Alle elezioni legislative del 2017 furono eletti 6 deputati.
- Olivier Becht (risultati)
- Philippe Folliot (risultati)
- Jean Lassalle (risultati)
- Christophe Naegelen (risultati)

#### Francia d'oltremare
Nuova Caledonia
- Philippe Dunoyer (risultati)

Polinesia
- Nicole Sanquer (risultati)

### Deputati 2012-2017
Alle elezioni legislative del 2012 furono eletti 15 deputati: 6 aderirono al gruppo Unione dei Democratici e degli Indipendenti (UDI); 5 al Gruppo dell'Unione per un Movimento Popolare (UMP); 4 al Gruppo dei non iscritti (NI).
- Véronique Besse (risultati) - NI (Movimento per la Francia)
- Nicolas Dupont-Aignan (risultati) - NI (Debout la République)
- Jean-Christophe Fromantin (risultati) - UDI (Territoires en mouvement)
- Alain Leboeuf (risultati) - UMP
- Philippe Le Ray (risultati) - UMP

- Gilles Lurton (risultati) - UMP
- Yannick Moreau (risultati) - NI
- Thierry Solere (risultati) - UMP
- Claude Sturni (risultati) - UMP

#### Francia d'oltremare
Nuova Caledonia
- Sonia Lagarde (risultati) - UDI (Calédonie ensemble)
- Philippe Gomes (risultati) - UDI (Calédonie ensemble)

Polinesia
- Édouard Fritch (risultati) - UDI (Tahoeraa huiraatira)
- Jonas Tahuaitu (risultati) - UDI (Tahoeraa huiraatira)
- Jean-Paul Tuaiva (risultati) - UDI (Tahoeraa huiraatira)

Wallis e Futuna
- David Vergé (risultati) - NI

### Deputati 2007-2012
Alle elezioni legislative del 2007 furono eletti 9 deputati: 7 aderirono al Gruppo dell'Unione per un Movimento Popolare (UMP); 1 al Gruppo Nuovo Centro (NC); 1 al Gruppo dei non iscritti (NI).
- Michel Buillard (risultati) - UMP
- Nicolas Dupont-Aignan (risultati) - NI (Debout la République)
- Guénhaël Huet (risultati) - UMP
- Jean-Christophe Lagarde (risultati) - NC (Nuovo Centro)
- Bernard Reynès (risultati) - UMP
- Joël Sarlot (risultati) - UMP
- Éric Straumann (risultati) - UMP
- Lionel Tardy (risultati) - UMP
- Christian Vanneste (risultati) - UMP

Furono inoltre eletti, sotto l'etichetta maggioranza presidenziale, 22 deputati: 21 aderirono al Gruppo NC; 1 al Gruppo UMP.
- Jean-Pierre Abelin (risultati)
- Pierre-Christophe Baguet (risultati) - UMP
- Christian Blanc (risultati)
- Charles de Courson (risultati)
- Stéphane Demilly (risultati)
- Jean Dionis du Séjour (risultati)
- Philippe Folliot (risultati)
- Francis Hillmeyer (risultati)
- Michel Hunault (risultati)
- Olivier Jardé (risultati)
- Yvan Lachaud (risultati)

- Maurice Leroy (risultati)
- Claude Leteurtre (risultati)
- Hervé Morin (risultati)
- Nicolas Perruchot (risultati)
- Jean-Luc Préel (risultati)
- François Rochebloine (risultati)
- Rudy Salles (risultati)
- André Santini (risultati)
- François Sauvadet (risultati)
- Francis Vercamer (risultati)
- Philippe Vigier (risultati)

### Deputati 2002-2007
In occasione delle elezioni legislative del 2002 furono eletti 9 deputati: 8 aderirono al gruppo dell'Unione per un Movimento Popolare (UMP); 1 al Gruppo dei non iscritti (NI).
- Patrick Balkany (risultati) - NI
- Françoise de Panafieu (risultati) - UMP
- Camille de Rocca-Serra (risultati) - UMP
- Michel Lejeune (risultati) - UMP
- Jean Lemière (risultati) - UMP
- Francis Saint-Léger (risultati) - UMP
- André Thien Ah Koon (risultati) - UMP
- François Vannson (risultati) - UMP
- Catherine Vautrin (risultati) - UMP

### Deputati 1997-2002
In occasione delle elezioni legislative del 1997 furono eletti 14 deputati: 6 aderirono al Gruppo RPR; 5 al Gruppo UDF; 3 al Gruppo dei non iscritti (NI).
- Paul Patriarche (risultati) - UDF (app. UDF)
- Jacques Le Nay (risultati) - UDF
- Jean-Louis Borloo (risultati) - UDF (app. UDF)
- Marc Dumoulin (risultati) - RPR (app. RPR)
- Lionnel Luca (risultati) - RPR (diss. RPR)
- Henry Chabert (risultati) - RPR (diss. RPR)
- Jacques Kossowski (risultati) - RPR (diss. RPR, app. RPR)

#### Movimento dei Riformatori
- Alain Ferry (risultati) - UDF (app. UDF)
- Jean-Pierre Soisson (risultati) - UDF (app. UDF)

#### La Destra Indipendente
- Dominique Caillaud (risultati) (diss. UDF) - NI
- Philippe de Villiers (risultati) - NI

#### Francia d'oltremare
Martinica
- Philippe Chaulet (risultati) - RPR

Riunione
- André Thien Ah Koon (risultati) - NI

Polinesia
- Émile Vernaudon (risultati) - RPR

### Deputati 1993-1997
In occasione delle elezioni legislative del 1993 furono eletti 24 deputati.
- Thérèse Aillaud (risultati) - NI (UDF)
- Jean Auclair (risultati) - app. RPR (RPR diss.)
- Raoul Béteille (risultati) - RPR
- Jean-Louis Borloo (risultati) - NI
- Alphonse Bourgasser (risultati) - app. UDF
- Lucien Brenot (risultati) - NI (CNI)
- Édouard Chammougon (risultati) - RPR
- Gérard Cherpion (risultati) - app. RPR
- Gabriel Deblock (risultati) - app. RPR (CNI)
- Jean-Michel Dubernard (risultati) - app. RPR
- Pierre Gascher (risultati) - NI
- Jean Kiffer (risultati) - RPR

- Jacques Le Nay (risultati) - NI
- Philippe Martin (risultati) - NI
- Michel Noir (risultati) - NI
- Daniel Pennec (risultati) - app. RPR
- Serge Roques (risultati) - UDF
- Jean Royer (risultati) - NI
- Frantz Taittinger (risultati) - NI
- André Thien Ah Koon (risultati) - NI
- André Trigano (risultati) - UDF
- Anicet Turinay (risultati) - app. RPR
- François Vannson (risultati) - app. RPR
- Claude Vissac (risultati) - app. RPR

### Deputati 1988-1993
In occasione delle elezioni legislative del 1988 furono eletti 16 deputati.
- Gautier Audinot (NI)
- Dominique Baudis (UDC)
- Léon Bertrand (RPR)
- Jean Bousquet (UDF)
- Georges Durand (UDF)
- François D'Harcourt (UDF)
- Édouard Frédéric-Dupont (RPR)
- Jean Kiffer (RPR)

- Auguste Legros (RPR)
- Alexandre Léontieff (NI) - Eletto il 26 giugno 1988
- Roger Lestas (NI)
- Lucette Michaux-Chevry (RPR)
- Jean Royer (NI)
- Maurice Sergheraert (NI)
- Christian Spiller (NI)
- André Thien Ah Koon (NI)